# اوکه ولا
اوکه ولا (به لاتین: Okewela) یک منطقهٔ مسکونی در سری‌لانکا است که در استان جنوبی (سری‌لانکا) واقع شده‌است.